# Сейсмічність Бельгії
Територія Бельгії характеризується досить слабкою сейсмічністю.

## Загальна характеристика
На території Бельгії виділяють: Брабантський масив (центр країни), з півдня і сходу цей масив обмежує синкліналь Намюр. Південніше і південно-східніше Намюру розташовані вариські споруди Арденн. Північніше Брабантського масиву розташований прогин Кампін. Відповідно, територія в межах країни практично асейсмічна, сейсмічність — відносно слабка. Однак мають місце окремі сильно відчутні та помірні (за шкалою інтенсивності МSK-64) землетруси інтенсивністю до 4—5 балів (за шкалою Ріхтера) та поодинокі землетруси, інтенсивністю понад 5 балів (за шкалою Ріхтера). Теоретично сейсмоактивним регіоном можна вважати лише дно Північного моря, яким Бельгія омивається на півночі. Неотектоніка проявлена в Арденнах у формі численних порушень у ході гірничої діяльності з видобутку вугілля (вугільний басейн Кампін).

## Землетруси у минулі століття
З 1970 року в Бельгія сталося принаймні три землетруси магнітудою понад 5,0 балів (за шкалою Ріхтера), що дозволяє припустити, що більші землетруси такої сили відбуваються нечасто, ймовірно, в середньому приблизно кожні 15—20 років.
24 жовтня 1976 року, о 21:33 (за місцевим часом), в Бельгії стався землетрус магнітудою 5,5 бала (за шкалою Ріхтера). Епіцентр землетрусу був на відстані 8 км від міста Монс (земля Валлонія), гіпоцентр землетрусу залягав на глибині 33 км.

## Землетруси XXI століття

### 2002
22 липня, рано вранці, на території Бельгії зафіксовано сильно відчутний (за шкалою інтенсивності МSK-64) землетрус магнітудою понад 4,0 бала (за шкалою Ріхтера). Про можливі жертви та руйнування не повідомлялося.

### 2008
12 липня, у вечірній час, у Бельгії стався відчутний (за шкалою інтенсивності МSK-64) землетрус магнітудою 3,7 бала (за шкалою Ріхтера). Згідно з повідомленням Королівської обсерваторії Бельгії, епіцентр землетрусу був у провінції Валлонський Брабант, за 40 км на південний схід від Брюсселя.

### 2020
18 лютого, о 07:33 за місцевим часом (Europe/Paris GMT+2), в Бельгії стався відчутний (за шкалою інтенсивності МSK-64) землетрус магнітудою 3,5 бала (за шкалою Ріхтера). Епіцентр землетрусу був за 1,8 км на південний захід від Седан, гіпоцентр землетрусу залягав на глибині 10 км.